# Schloss Bisperode

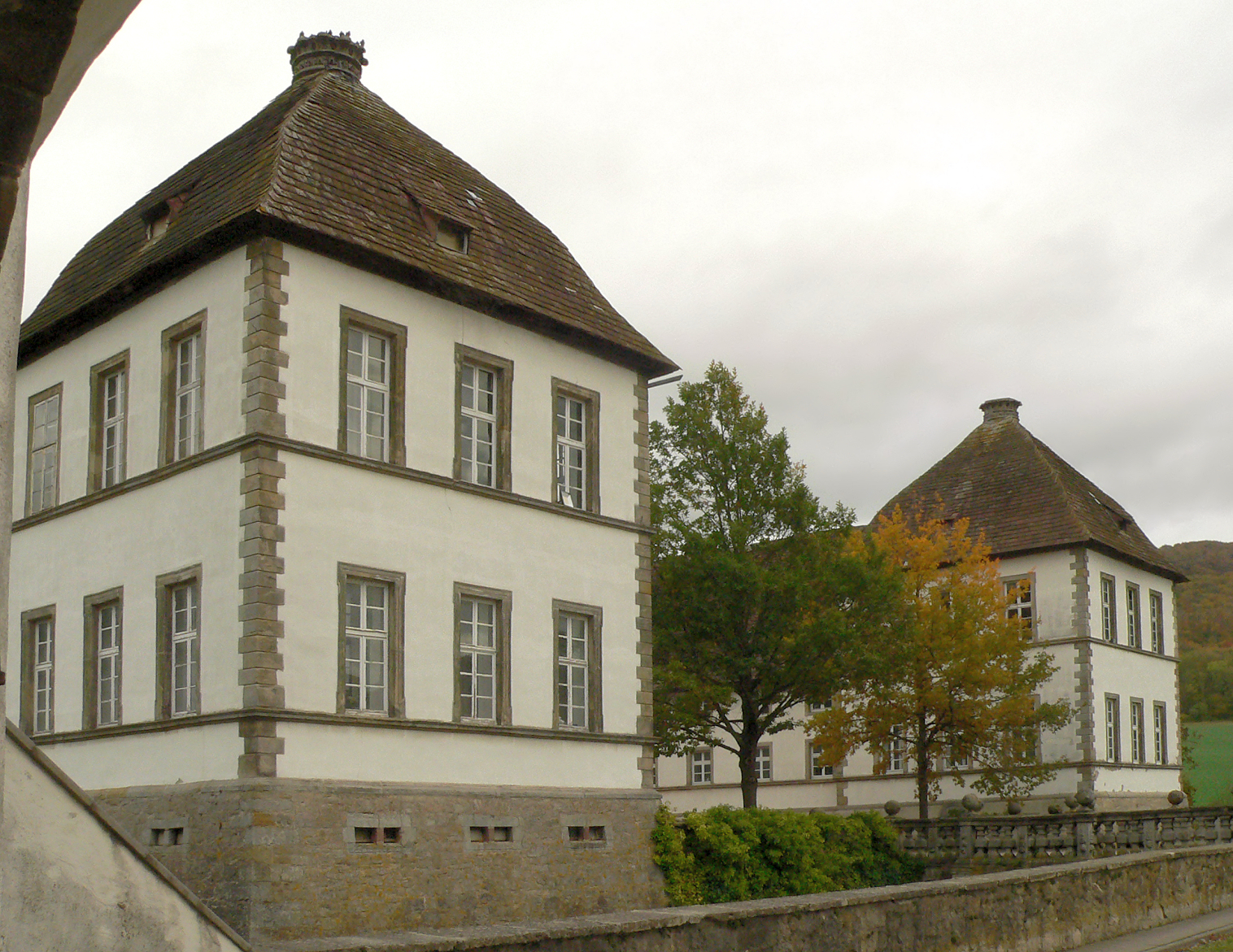
Wasserschloss Bisperode

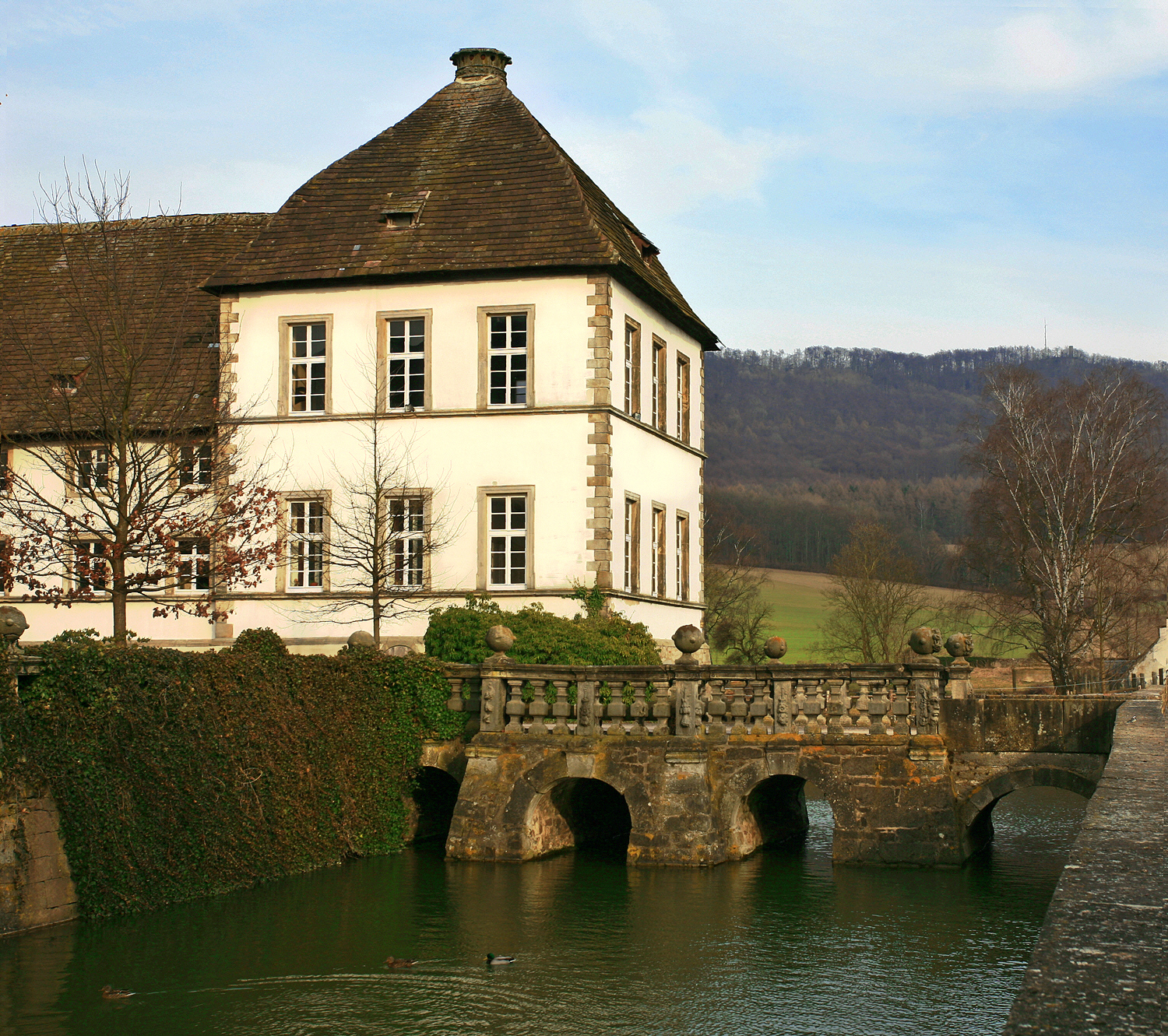
Blick auf den Wassergraben

Das Schloss Bisperode ist ein denkmalgeschütztes Wasserschloss in Bisperode. Das Schloss erscheint erstmals 1491 in den Quellen, als Otto von Werder mit dem damals dort existierenden Gut belehnt wurde. Im Dreißigjährigen Krieg wurde die Anlage 1625 und 1638 niedergebrannt. Ab 1662 existierten infolge einer Teilung zwei Rittersitze, wobei der an der Stelle des heutigen Schlosses „Altenburgk“ genannt wurde. Das „Neue Haus“ lag westlich am Weg nach Harderode. Eine „Alte Burg“ wurde in Bisperode jedoch bereits 1593 genannt. 1665 starb das Geschlecht der Herren von Werder aus. Nach längeren gerichtlichen Auseinandersetzungen ist Bisperode dem Geschlecht Wolff-Metternich zugesprochen worden.
Der Paderborner Fürstbischof Hermann Werner von Wolff-Metternich zur Gracht ließ das heutige Schloss von 1694 bis 1700 auf dem Lehensgut seiner Familie bauen. Möglicherweise stand die vorangegangene Burg unmittelbar östlich des heutigen Schlosses, da ein Teil des Wirtschaftshofes sich bis hierhin erstreckt und dort bis in das 20. Jahrhundert hinein ein Graben zu sehen war.
Der Dreiflügelbau mit einem fast quadratischen Ehrenhof wird von einem ummauerten Wassergraben begrenzt. Der Hof öffnet sich nach Süden, über den Graben führt eine Steinbrücke. Die zweigeschossigen Trakte besitzen Werksteinsockel. Das Corps de Logis ist risalitartig betont. Den beiden Flügelbauten sind nach Süden quadratische Pavillons mit geschwungenen Pyramidendächern vorgelagert. Das Hauptportal ist von Säulen eingefasst. Im Segmentgiebel befindet sich das Wappen des Erbauers. Der zweistöckige Mitteltrakt blieb im Inneren jedoch unvollendet und wurde erst nach 1900 ausgebaut.
Gegenüber befinden sich die Wirtschaftsgebäude. Die seitlichen Zugangstore aus dem Jahr 1694 bilden mit glatter Quadergliederung eine architektonische Verbindung. Der rückwärtige Park verfügt über alten Baumbestand.
Im Jahre 1875 gingen Schloss und Gut in bürgerlichen Besitz über. Nach einigen Wechseln wurde 1901 der Landwirt August Voß Besitzer, dessen Nachfahren das Gut bis heute bewirtschaften und 1979–1984 das Schloss sanierten.